# Jorge Marco de Oliveira Moraes
Jorge Marco de Oliveira Moraes, mer känd som endast Jorge, född 28 mars 1996, är en brasiliansk fotbollsspelare.

## Klubbkarriär
I januari 2017 värvades Jorge av Monaco, där han skrev på ett 4,5-årskontrakt. Jorge debuterade i Ligue 1 den 29 april 2017 i en 3–1-vinst över Toulouse, där han byttes in i den 92:a minuten mot Thomas Lemar.
Den 30 augusti 2018 lånades Jorge ut till Porto på ett låneavtal över säsongen 2018/2019. Den 27 mars 2019 lånades Jorge ut till Santos på ett låneavtal över resten av året. Den 2 oktober 2020 lånades Jorge ut till schweiziska Basel på ett låneavtal över säsongen 2020/2021.
I juli 2021 värvades Jorge av Palmeiras, där han skrev på ett kontrakt fram till december 2025.

## Landslagskarriär
Jorge debuterade för Brasiliens landslag den 26 januari 2017 i en 1–0-vinst över Colombia, där han byttes in i halvlek mot Fábio Santos.